# Mado, do vostrebovanija
Mado, do vostrebovanija (russisk: Мадо, до востребования, fransk: Mado, poste restante) er en sovjetisk-fransk romantisk dramafilm fra 1990 instrueret af Aleksandr Adabasjan i dennes debut som instruktør. Filmen er baseret på romanen Mado af Simone Arèse Mado.
Filmen modtog en specialpris ved Filmfestivalen i Cannes og blev nomineret til en César for bedste debutfilm.

## Handling
I en fransk provinsby, hvor alle kender hinanden, og der aldrig sker noget, bor en ung overvægtig kvinde ved navn Mado (spillet af Marianne Groves). Hun arbejder som postbud. Mado underviser også på en lokal skole, hvor hun fortæller fabler til børn. Hun er uskyldig og ren som et barn og drømmer om en smuk prins. En dag kommer instruktøren Jean-Marie Zeleni (spillet af Oleg Jankovskij) til landsbyen for at søge efter lokationer til sin nye film, og bliver dermed "prinsen" for Mado. Hun inviterer ham straks på middag, men indser hendes utiltrækkelighed, og tager sin veninde Germain (spillet af Isabelle Gélinas), en lokal prostitueret, med sig. Den slanke og charmerende Germain vækker straks instruktørens smag, og Mado kan kun iagttage deres forhold. Så viser det sig, at genstanden for Mados pigedrømme er en mislykket filminstruktør, der nu optager reklamer i stedet for spillefilm. Efter at have filmet den næste reklamefilm, går han, og Mado kan kun på lang afstand se hans rørende farvel til Germain. Af desperation beslutter hun sig for at drukne sig selv, men lægger så denne tanke til side og ser kun fra floden, mens landsbyens befolkning begynder at blive virkelig bekymret for hende.

## Medvirkende
- Marianne Groves som Mado
- Oleg Jankovskij som Jean-Marie Zeleni
- Jean-Pierre Darroussin
- Isabelle Gélinas
- Bernard Freud